# Айдырля
Айдырля́ — река в Оренбургской области России.
Протекает преимущественно в северо-западном направлении по территории Кваркенского района. Исток находится примерно в 5 км к юго-востоку от села Екатериновка. Впадает в реку Суундук в 100 км от её устья по левому берегу. Длина — 34 км. На реке расположены село Екатериновка, посёлки Красноярский, Майский и Айдырлинский.

## Данные водного реестра
По данным государственного водного реестра России относится к Уральскому бассейновому округу, водохозяйственный участок реки — Урал от Магнитогорского гидроузла до Ириклинского гидроузла. Речной бассейн реки — Урал (российская часть бассейна).
Код объекта в государственном водном реестре — 12010000312112200002554.